# Здзислав Грудзень
Здзислав Грудзень (пол. Zdzisław Grudzień; 6 жовтня 1924, Ескоден — 30 січня 1982, Ґлембоке) — польський комуністичний політик, партійний керівник Катовиць, член Політбюро ЦК ПОРП у 1976—1980 роках. Належав до найближчого оточення Едварда Герека. Інтернований під час введення воєнного стану в 1981 році, після чого незабаром помер.

## Французький шахтар. Польський комуніст
Народився у сім'ї польських емігрантів у Франції. Працював шахтарем. Із 1942 року перебував у Французькій компартії, брав участь у підпільному антинацистському Опорі. Був одним із керівників польської молодіжної спілки «Грюнвальд». У лавах ФКП зблизився з Едвардом Гереком. Цей зв'язок визначив подальшу кар'єру Грудзеня.
У 1948 році Здзислав Грудзень прибув до Польщі. Перебував у Союзі боротьби молодих і Союзі польської молоді. Вступив у комуністичну ПРП, того ж року перетворену на ПОРП.

## Партійний керівник. Сподвижник Герека
В апараті ПОРП Здзислав Грудзень належав до впливової «катовицької групи» прагматичних технократів, на чолі якої стояв Едвард Герек. З 1957 року, коли Герек став першим секретарем Катовицького воєводського комітету ПОРП, Грудзень обіймав у регіональному комітеті різні керівні посади. Був керуючим справами, секретарем із пропаганди, секретарем з оргпитань. З 1964 року — член ЦК ПОРП.
У грудні 1970 року Едвард Герек змінив Владислава Гомулку на посаді першого секретаря ЦК ПОРП. Катовицький воєводський комітет «успадкував» Здзислав Грудзень. У 1971 році Грудзень був підвищений у партійному ранзі до кандидата у члени Політбюро ЦК. З 1976 року — член Політбюро ЦК ПОРП. З 1965 до 1982 рік — депутат сейму ПНР, член депутатського клубу ПОРП.
Здзислав Грудзень постійно залишався серед найближчих сподвижників Герека й у 1970-х роках був активним провідником його політики. Брав участь у партійній інтризі щодо усунення від влади впливового секретаря ЦК ПОРП Францишека Шляхцица. Подібно до низки інших партійних керівників, Грудзень відрізнявся високими побутовими стандартами: зокрема, для нього було збудовано особняк підвищеної комфортності, витрати проведені через планове інвестування (по сусідству розмістився особняк Адама Герека, сина першого секретаря ЦК).

Діяльність Грудзеня у Катовицькому воєводстві згодом оцінювалася як «руйнування Сілезії», результати як «плачевні». Ідеологічно вмотивована політика — знос старих кварталів, топонімічні перейменування, некомпетентне втручання у виробничі процеси, заборони у художній творчості — вела до деградації соціальної сфери, економіки та культури.
У Польщі він міг дуже багато. У Сілезії майже все.
Старший брат Здзислава Грудзеня — генерал дивізії Мечислав Грудзень — був заступником начальника армійського політуправління у 1968—1972 роках, міністром у справах ветеранів у 1972—1982 роках, з 1975 до 1981 рік — член ЦК ПОРП.

## Відставка й інтернування
У вересні 1980 року, на тлі жорсткого політичного протистояння, Здзислава Грудзеня відсторонили з керівних партійних постів. Нове партійно-державне керівництво поклало на нього частку відповідальності за «негативні явища». Грудзеня зняли з партійного посту у Катовіце, виведено з Політбюро, на IX надзвичайному з'їзді ПОРП виключено з партії. У політичному процесі з того часу не брав участі, у конфронтації ПОРП з рухом Солідарність участі не брав.
13 грудня 1981 року, при введенні воєнного стану, Здзислав Грудзень був інтернований у складі групи з 37 колишніх партійно-державних керівників — Герек, Ярошевич, Вжащик, Лукашевич, Шидляк, Майхшак, Каїм, Пика й інші. В офіційній заяві Грудзень називався третім — після Герека та Ярошевича — серед «несуть відповідальність за кризу».
У місцях інтернування Здзислав Грудзень провів близько півтора місяця. Умови утримання були менш жорсткими, ніж в активістів «Солідарності», але важкими для літніх колишніх сановників, які звикли до привілеїв, — холодні приміщення, короткі прогулянки, приниження від охоронців. Грудзеня мали намір притягнути до кримінальної відповідальності за фінансові зловживання (зокрема використання державних коштів на особисте будівництво). У січні 1982 року було підготовлено обвинувальний висновок.

## Смерть
На той час Грудзень переніс два інфаркти, а у Ґлембоку захворів на пневмонію. Його перевели до військового шпиталю, але він сам попросив про повернення до центру інтернування, оскільки важко переживав постійну присутність конвою у лікарняній палаті. Незабаром 57-річний Здзислав Грудзень помер через несвоєчасне надання медичної допомоги при серцевому нападі. Причиною сумного результату в офіційному рапорті було названо «відмову Грудзеня від польських ліків, недовіру до вітчизняної медицини». Однак його смерть сприяла поліпшенню умов утримання «VIP-інтернованих».
Генерал Мечислав Грудзень після смерті брата кілька місяців залишався міністром, потім до 1987 року був начальником урядового управління у справах ветеранів.